# Barozzi Veiga
El estudio de arquitectura Barozzi Veiga fue creado y fundado por los arquitectos Fabrizio Barozzi (italiano) y Alberto Veiga (español) en Barcelona, España en el año 2004.
Su trabajo ha llegado hasta Norteamérica, donde en Estados Unidos su estudio fue elegido para diseñar un nuevo campus para el instituto de arte de Chicago.

## Biografía
Fabrizio Barozzi se graduó como arquitecto en 2003 en el instituto universitario de arquitectura de Venecia. Posteriormente completó su formación en la escuela técnica superior de arquitectura de sevilla y la Escuela de Arquitectura de París La Villette. En 2004 se asocia con Alberto Veiga y establecen su propio estudio profesional en Barcelona. Ha sido profesor de proyectos en la universidad internacional de Cataluña en Barcelona desde 2007 hasta 2009. Desde 2009 es profesor asociado de proyectos en la Universidad de Gerona. En 2013 y en 2014 ha sido profesor invitado en el instituto universitario de arquitectura de Venecia. También ha estado como profesor invitado en el instituto de tecnología de Massachusetts en el otoño de 2016.
Alberto Veiga se graduó como arquitecto en el año 2000 por la “ETSA de Navarra”. En 2004 se asocia con Fabrizio Barozzi y establecen su propio estudio profesional en Barcelona. Ha sido profesor de proyectos en la universidad internacional de Cataluña en Barcelona desde 2007 hasta 2009. En 2014 ha sido profesor invitado en el instituto universitario de arquitectura de Venecia.

## Obras
Su estudio ha participado en varias edificaciones, y entre ellas se destacan las siguientes:
- Museo de Bellas Artes en Lausana[1][2]
- Academia de Danza en Zúrich[6]
- Ampliación del Bündner Kunstmuseum en Coira (primer trabajo en Suiza)
- La Filarmónica de Szczecin en Polonia[7][8]
- La sede de la D. O. Ribera del Duero en la localidad de Roa (Burgos)[2]
- El Auditorio de Águilas en Murcia[2]
- Solo Houses en el Matarraña (Teruel)[1]

## Premios
Su estudio ha recibido varias distinciones, y entre ellas se destacan las siguientes:
- Premio Ajac Young a la Arquitectura Catalana[1]
- Premio Internacional de Arquitectura Barbara Cappochin
- Medalla de Oro a la Arquitectura Italiana para el Mejor Trabajo de Debutación
- Premio Mies van der Rohe de arquitectura europea por la Filarmónica de Szczecin en 2015[1][7][9]
- Premio RIBA a la excelencia internacional por el museo de Bellas Artes en Coira, Suiza en 2018
- Premio AD a arquitectos del año en 2019[1]